# Кактус Форест (Аризона)
Кактус Форест (енгл. Cactus Forest) насељено је место без административног статуса у америчкој савезној држави Аризона.

## Демографија
По попису из 2010. године број становника је 594.
| Група             | 2000.    | 2010.       |
| Белци             | 0 (0,0%) | 437 (73,6%) |
| Афроамериканци    | 0 (0,0%) | 9 (1,5%)    |
| Азијати           | 0 (0,0%) | 1 (0,2%)    |
| Хиспаноамериканци | 0 (0,0%) | 127 (21,4%) |
| Укупно            | 0        | 594         |